# مدینا (واشینگتن)
مدینا (به انگلیسی: Medina) نام شهری در شهرستان کینگ در جوار سیتل در ایالت واشینگتن در آمریکا است.
شهرستان مدینا به افتخار مدینه در حجاز نامگذاری گردیده.